# Eichwald und Buschmühle

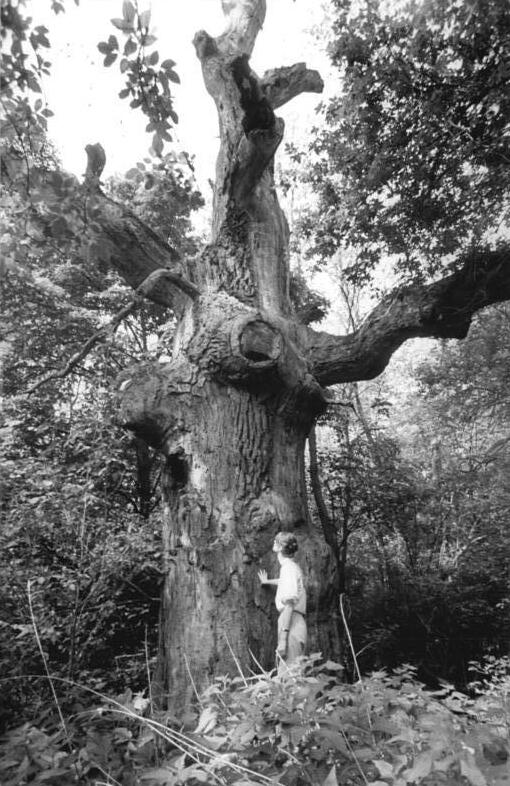
Zabytkowy dąb w Güldendorfer Mühlental, w pobliżu Eichwald und Buschmühle (1982).

Eichwald und Buschmühle – rezerwat przyrody we wschodniej części Frankfurtu nad Odrą, w dzielnicy Güldendorf, na wysokości polskiej wsi Świecko.
Wchodzi w skład jednostki krajobrazowej Landschaftseinheit Oderbruch mit Frankfurter Odertal (Przełom Odry z Frankfurcką Doliną Odrzańską). Stanowi jeden z większych obszarów leśnych w niemieckiej części doliny Odry.
Powierzchnia rezerwatu wynosi ok. 230 ha (według innych źródeł 228 ha lub 234,80 ha).